# هيكل ميديا
هيكل ميديا هي شركة إعلاميّة تأسست عام 2003 متخصّصة بالنشر المطبوع والإلكترونيّ وإنشاء المحتوى. ويقع مقرّ الشركة في أبوظبي ولها مكاتب وممثلون في لندن ولبنان وسوريا والسعوديّة. تشرف الشركة على نشر مجلة الاقتصادي ومجلة هارفارد بزنس ريفيو العربية. 
ويرأس شركة هيكل ميديا عبدالسلام هيكل رئيس مجلس إدارة الجمعية السورية لرواد الأعمال الشباب.

## المطبوعات
بدأت هيكل ميديا عام 2003 بنشر مجلة الاقتصادي وتشرِف حاليّاً على موقع المجلة الإلكترونيّ (Aliqtisadi.com)، وهو أحد أهم المواقع العربيّة المتخصّصة بعالم الاقتصاد في الشرق الأوسط. وفي أبريل/نيسان 2015 أطلقت الشركة العدد الافتتاحيّ للنسخة العربيّة من مجلة هارفرد بزنس ريفيو، والتي تقدّم للقارئ العربيّ المحتوى العربي لواحدة من أفضل المجلات المختصة بالأعمال عالميّاً.

### هارفارد بزنس ريفيو
تصدر مجلة هارفارد بزنس ريفيو العربية بترخيص من مجلة هارفارد بزنس ريفيو التي صدر عددها الأول عام 1922 عن دار النشر التابعة لكلية هارفارد للأعمال، وقد ظهرت النسخة العربية الأولى من المجلة في نيسان 2015 وتصدر عن هيكل ميديا بشكل منتظم كل شهرين.

### بوبيولار ساينس العربية أو العلوم للعموم
أطلقت الشركة مجلة بوبيولار ساينس العربية (العلوم للعموم) بالشراكة مع مؤسسة دبي للمستقبل. وتصدر المجلة كل شهرين، وتُوزع في الدول العربية، بالإضافة إلى موقعها الإلكتروني الذي ينشر مواد يومية.

### إم آي تي تكنولوجي ريفيو
أعلنت هيكل ميديا بالشراكة مع مؤسسة دبي للمستقبل في سنة 2018 عن إطلاق النسخة العربيَّة من المجلة باسم إم آي تي تكنولوجي ريفيو، لتكون النسخة الثامنة حول العالم بعد النسخة الإنجليزية والصينية واليابانية والإيطالية والألمانية والإسبانية والأوردية. وتتضمَّنُ النسخة العربية جائزة "مبتكرون دون 35"، التي تمنحُ لأفضل المبتكرين العرب الشَّباب كُلَّ عام. وقد صدرَ العدد الأول عن النسخة العربية في شهر سبتمبر 2018، وأعلنَ عنهُ خلال مؤتمر إيمتيك مينا.